# Japalura otai
Espèce
Japalura otai est une espèce de sauriens de la famille des Agamidae.

## Répartition
Cette espèce est endémique du Mizoram en Inde.

## Étymologie
Cette espèce est nommée en l'honneur d'Hidetoshi Ota.

## Publication originale
- Mahony, 2009 : A new species of Japalura (Reptilia: Agamidae) from northeast India with a discussion of the similar species Japalura sagittifera Smith, 1940 and Japalura planidorsata Jerdon, 1870. Zootaxa, no 2212, p. 41–61.